# Membach
Membach ist eine belgische Ortschaft in der wallonischen Region, knapp 2 Kilometer westlich von Eupen. Der rund 1200 Einwohner zählende Ort ist seit der Gemeindefusion von 1977 ein Teil der Gemeinde Baelen. Das Ortszentrum von Membach liegt in einem Seitental der Weser – am Eupener Stadtbach, im Membacher Volksmund de Bach genannt – und ist umgeben von einer hügeligen Wiesenlandschaft. Das Gebiet der Teilgemeinde erstreckt sich Richtung Südosten aber auch über weite Teile des Hertogenwaldes bis an den Rand des Hohen Venns.

## Geschichte
Der Ort fand im Jahr 1172 erstmals als „Menebach“ in einem offiziellen Akt Erwähnung. Die Einwohner gehörten damals zur Pfarre Baelen. Ortsmittelpunkt ist die 1722 errichtete und Johannes dem Täufer gewidmete Kirche. 1803 wurde Membach durch den unter französischer Besatzung eingesetzten Lütticher Bischof Jean-Évangéliste Zaepffel zur eigenständigen Pfarre erhoben.
In der ersten Hälfte des 20. Jahrhunderts verfügte Membach über einen eigenen Bahnhof. Dieser lag an der 1896 erbauten „Oebahn“, einer Eisenbahnlinie, welche die in der Unterstadt von Eupen und die im Wesertal gelegenen Industrien mit Dolhain und dem dort verlaufenden internationalen Eisenbahnnetz verband. Für den Bau dieser Strecke setzten sich vor allem die Fabrikanten der Eupener Unterstadt unter Federführung des Vorsitzenden der Eupener Industrie und Handelskammer, Kommerzienrat Robert Wetzlar, ein. Ebenfalls diente die Bahn der Holzabfuhr aus dem Hertogenwald. Der Personenverkehr wurde bereits 1926 auf Busse umgestellt. Der Güterverkehr Eupen-Goé wurde 1959 und der Verkehr auf der Strecke Goé-Dolhain 1963 eingestellt.
1852 begann im Bereich des Ortsteils Perkiets, die „Société anonyme des mines et fonderies de plomb de Membach“ auf Initiative des Industriellen Alfred Mosselman mit dem Erschließen eines Zink- und Bleierzvorkommens im Wesertal. Die Aktivität musste schon nach wenigen Jahren wegen zu hoher Kosten und falscher Berechnung der Mächtigkeit des Erzlagers eingestellt werden. Einziges Überbleibsel aus dieser Zeit sind Maschinenhallen, die inzwischen zu Wohneinheiten umgebaut wurden, und die ehemalige Direktorenvilla mit Verwaltungstrakt.
In einem 130 m tiefen Stollen in einem Berghang hinter der Weser, wurde 1977 eine der belgischen seismischen Stationen eingerichtet, die seitdem mehrmals mit neuer Technik ausgestattet wurden. In ihr werden weltweite Erdbeben registriert und dokumentiert. Betreiber ist die Königliche Sternwarte von Belgien.

## Bilder

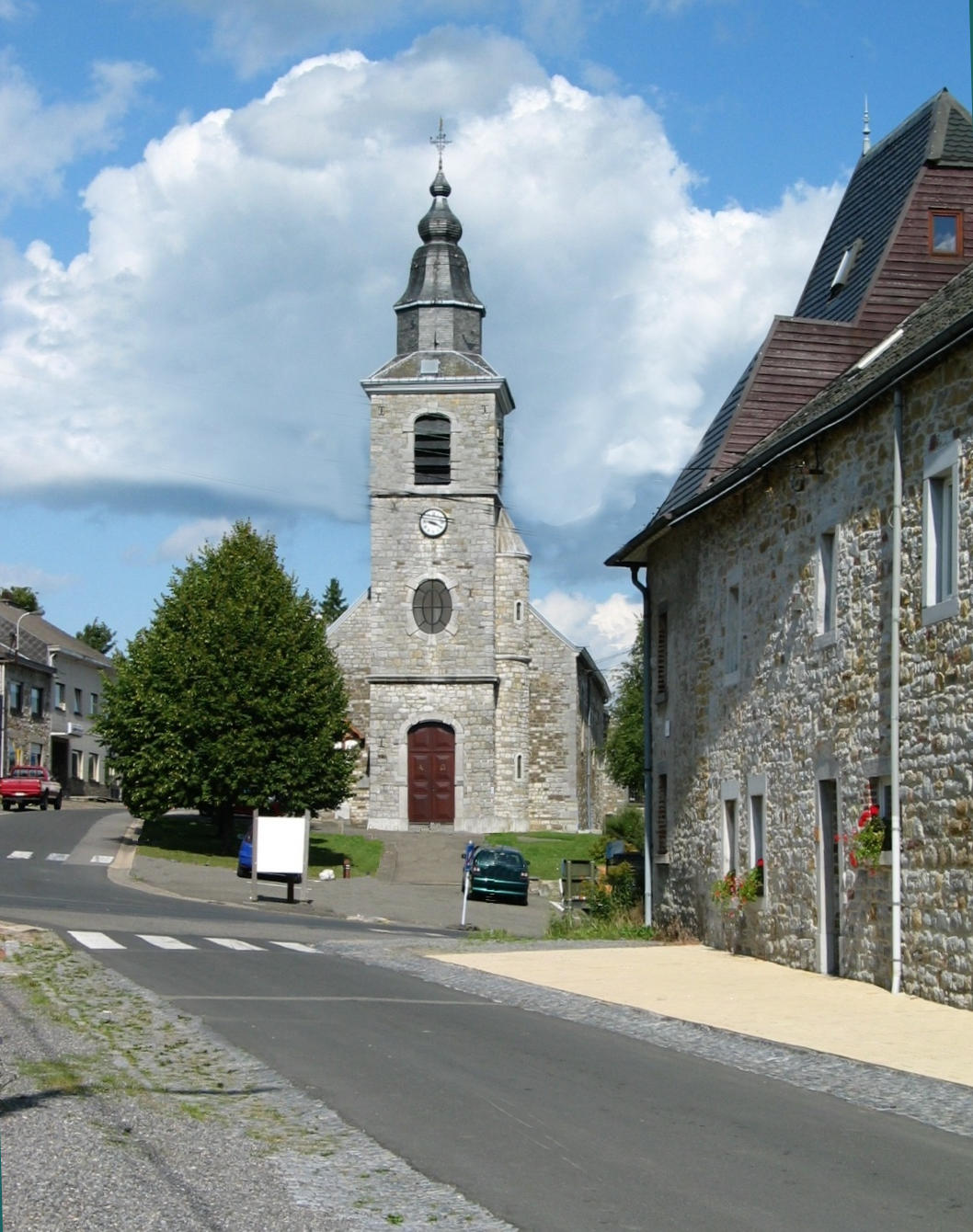
Kirche Johannes dem Täufer gewidmet
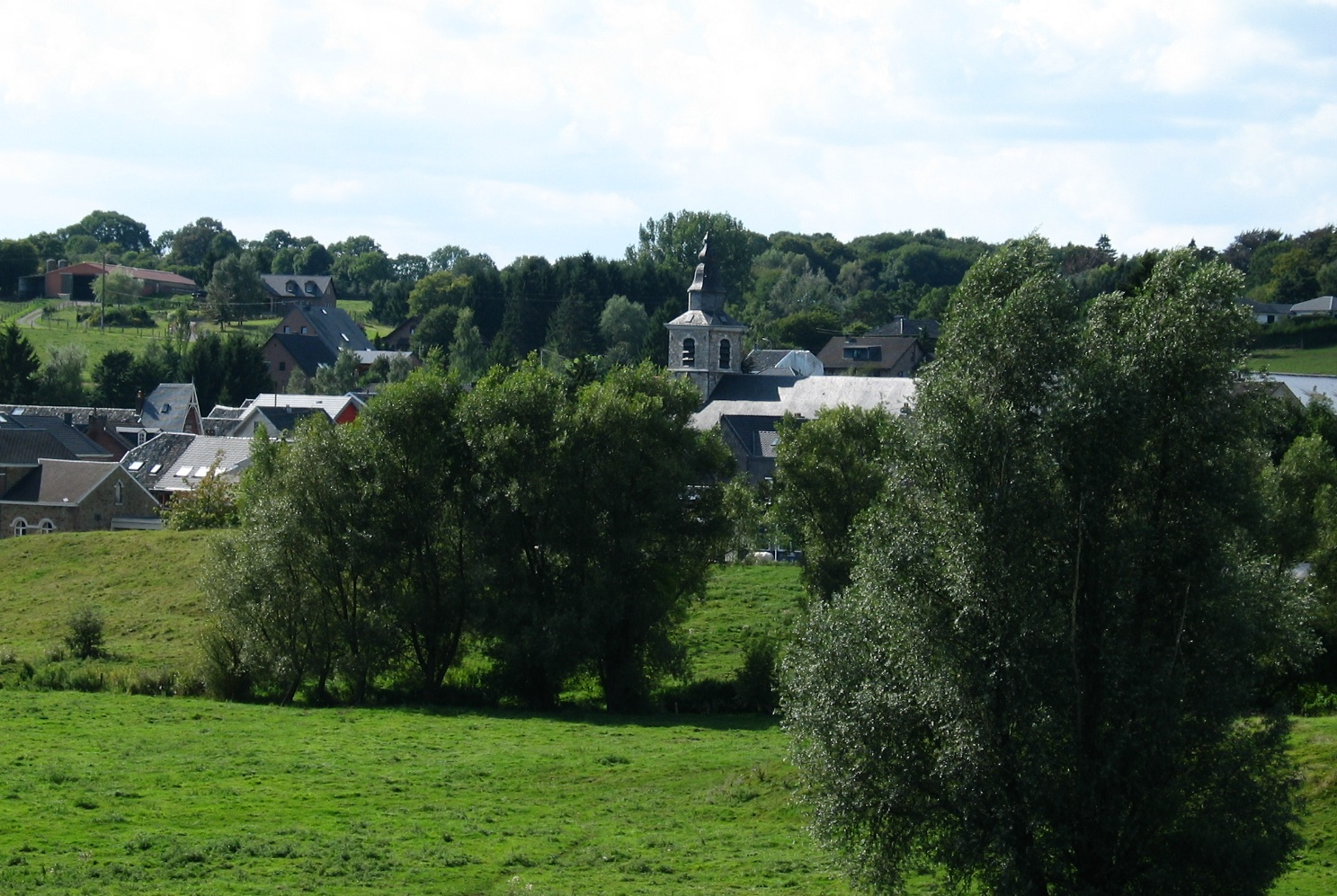
Ortsansicht aus Süd-Ost
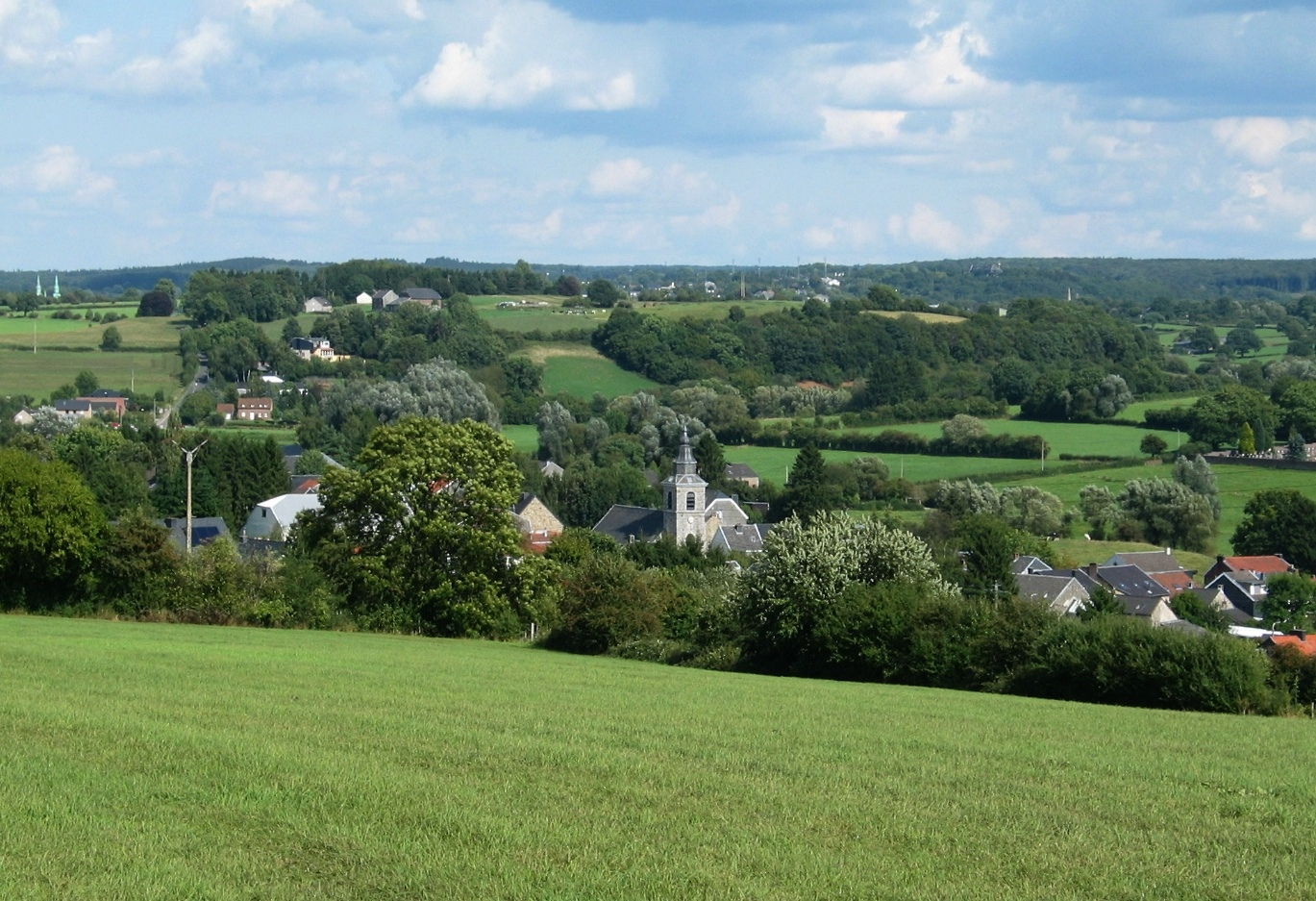
Ortsansicht aus Westen
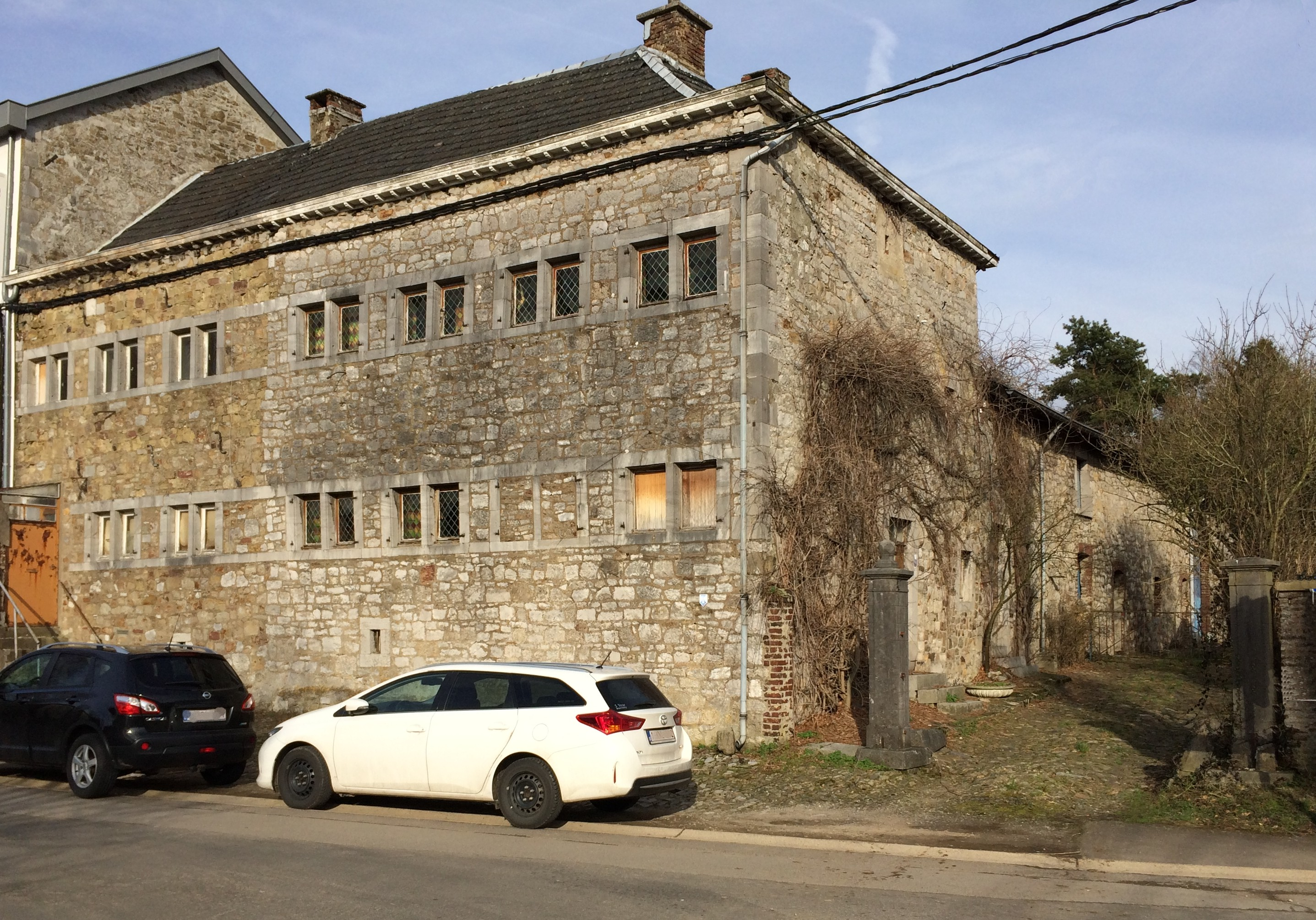
Haus Cortenbach
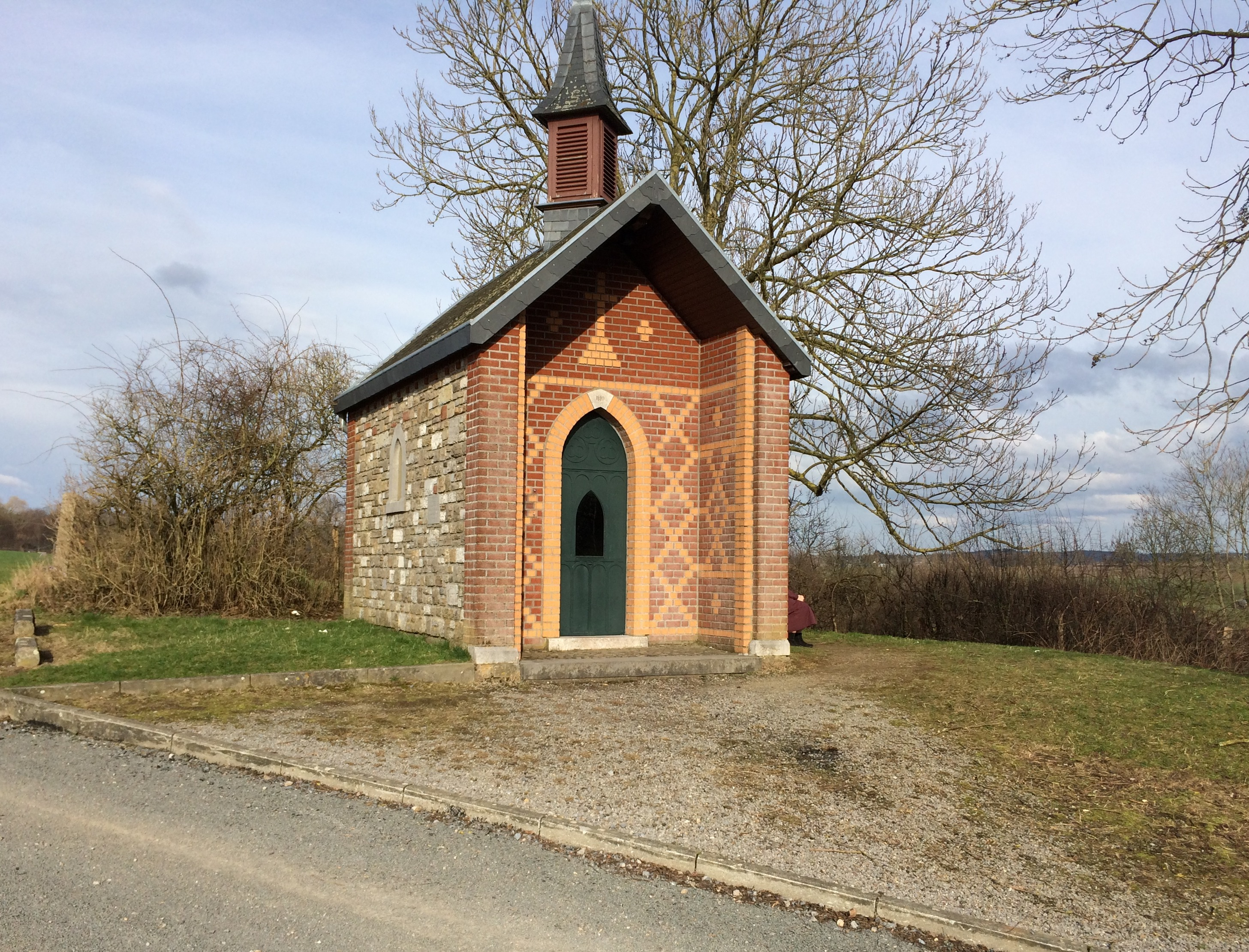
Kapelle zur Hl. Schmerzensmutter
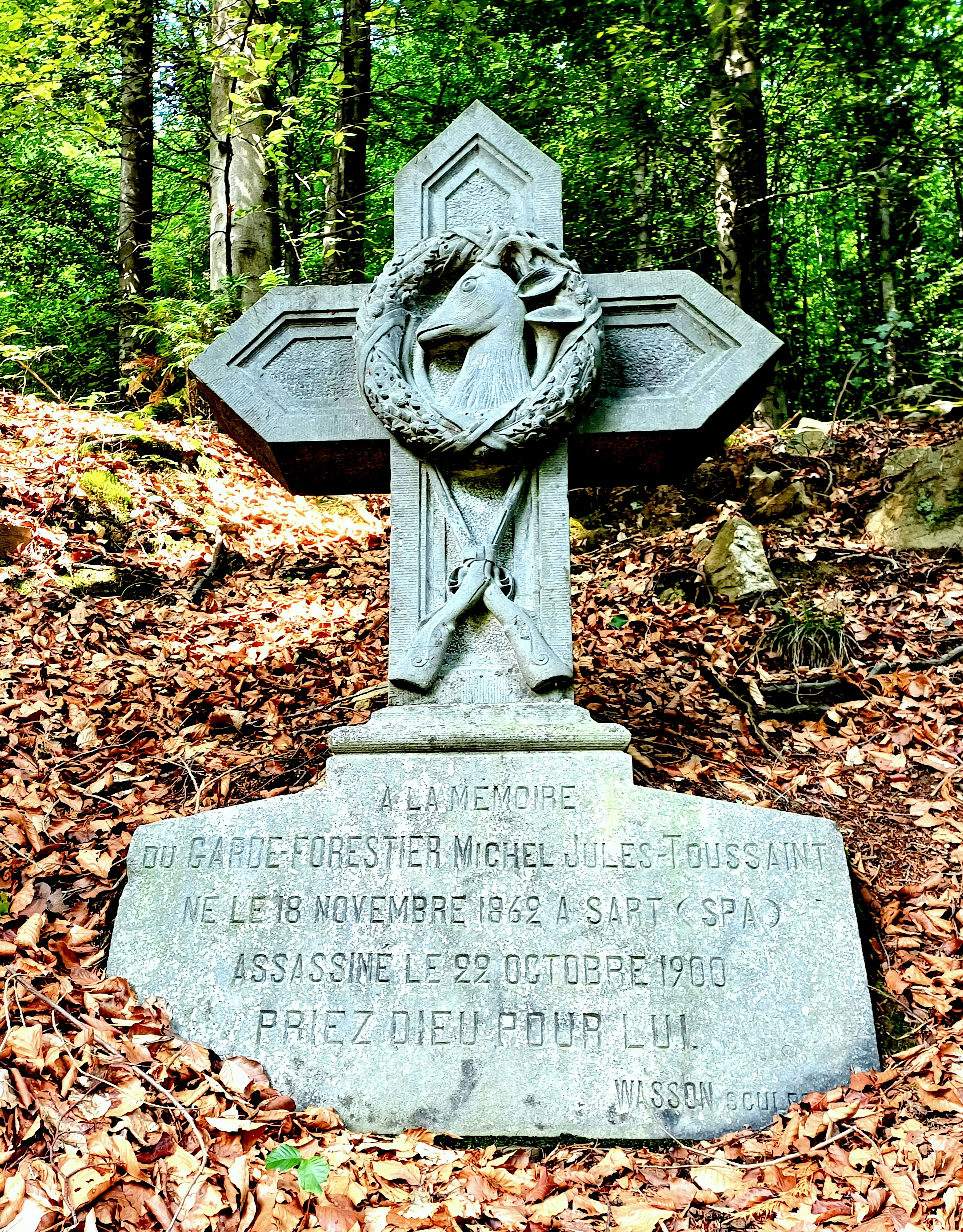
Croix Michel an der Hill (ehem. Altgemeinde Membach)